# ...Baby One More Time (cântec)
„...Baby One More Time” este discul single de debut al cântăreței americane Britney Spears. Piesa compusă și produsă de Max Martin și Rami a fost lansată în 1998 prin JIVE Records ca primul disc single extras de pe albumul cu același nume (1999). După ce Spears a înregistrat și a trimis o casetă demo cu un cântec nefolosit de la Toni Braxton, solista a semnat un contract cu casa de discuri JIVE. „...Baby One More Time” este o piesă teen pop și dance-pop ce vorbește despre sentimentele unei fete după ce aceasta s-a despărțit de iubitul ei.
„...Baby One More Time” s-a clasat pe primul loc în clasamentele multor țări, inclusiv în Regatul Unit unde a primit o certificare cu dublu disc de platină și a devenit cel mai bine vândut cântec din 1999. Piesa este unul dintre cele mai bine vândute single-uri din toate timpurile, cu peste 10 milioane de exemplare vândute. Un videoclip muzical regizat de Nigel Dick o prezintă pe Spears elevă într-un liceu catolic, imaginându-se cântând și dansând în jurul școlii. Videoclipul a fost ulterior menționat ca sursă de inspirație pentru videoclipul piesei „If U Seek Amy” (2008), unde fiica fictivă a lui Spears este îmbrăcată într-o ținută de școală asemănătoare și poartă fundițe roz în păr. În 2010, „...Baby One More Time” a fost votat al treilea cel mai influent videoclip din istoria muzicii pop, într-un sondaj organizat de Jam!. În 2011, „...Baby One More Time” a fost votat cel mai bun videoclip al anilor '90. Piesa este prezentă în toate albumele greatest hits ale solistei, precum și în alte compilații.
Spears a interpretat „...Baby One More Time” în toate turneele ei. Piesa a fost bis în turneele ...Baby One More Time Tour (1999) și Dream Within a Dream Tour (2001); Cântăreața a interpretat versiuni remix ale cântecului în turneele Oops!... I Did It Again World Tour (2000), The Onyx Hotel Tour (2004), The M+M's Tour (2007), The Circus Starring Britney Spears (2009), Femme Fatale Tour (2011), și Britney: Piece of Me (2013). „...Baby One More Time” a fost nominalizat la premiul Grammy pentru cea mai bună interpretare pop feminină și a fost inclus în listele revistelor Blender, Rolling Stone și VH1. Spears a numit „...Baby One More Time” unul dintre cântecele ei preferate din carieră. Piesa a fost, de asemenea, ultimul cântec redat în programul muzical Top of the Pops al canalului BBC din anii '90.

## Informații generale
În iunie 1997, Spears discuta cu managerul Lou Pearlman pentru a se alătura grupului pop feminin Innosense. Lynne Spears i-a cerut prietenului de familie Larry Rudolph o opinie, trimițându-i o casetă cu Spears cântând peste o piesă karaoke a lui Whitney Houston, împreună cu câteva poze. Rudolph a decis să o trimită pe Spears la case de discuri, de aceea avea nevoie de un demo profesional. Acesta i-a trimis lui Spears un cântec nefolosit de-al lui Toni Braxton; ea l-a repetat timp de o săptămână și și-a înregistrat vocea într-un studio, împreună cu inginer de sunet. Spears a călătorit la New York alături de demo și s-a întâlnit cu directorii a patru case de discuri, întorcându-se la Kentwood în aceeași zi. Trei dintre casele de discuri au respins-o, susținând că publicul își dorește trupe pop precum Backstreet Boys și Spice și „nu va mai fi o altă Madonna, altă Debbie Gibson sau altă Tiffany”. Două săptămâni mai târziu, directorul casei de discuri JIVE Records a revenit cu un apel către Rudolph. Vicepreședintele senior A&R a lui Jeff Fenster a declarat despre audiția lui Spears că: „E foarte rar să auzi pe cineva de vârsta ei care poate oferi conținut emoțional și atracție comercială. [...] Pentru orice artist, motivația - „ochiul tigrului” - este extrem de importantă. Și Britney a avut asta”. Ei au stabilit ca Spears să lucreze cu producătorul Eric Foster White pentru o lună, timp în care solista și-a format vocea către „inconfundabila Britney”. După ce a ascultat materialul înregistrat, șeful JIVE Records, Clive Calder, a comandat un album întreg. Spears și-a imaginat inițial „muzica lui Sheryl Crow, dar mai tânără și mai mult adult contemporary”, însă a considerat bune și nominalizările producătorilor, de vreme ce „Ar avea mai mult sens să merg către pop, pentru că pot să dansez - ar fi mai potrivit pentru mine”. Aceasta a călătorit către Cheiron Studios în Stockholm, Suedia, unde jumătate din album a fost înregistrat în perioada martie-aprilie 1998, împreună cu producătorii Max Martin, Denniz Pop și Rami Yacoub, precum și alții.
Martin i-a prezentat lui Spears și managementului ei o piesă intitulată „Hit Me Baby One More Time”, compusă inițial pentru formația americană Backstreet Boys și formația R&B TLC; cu toate acestea, când cântecul le-a fost prezentat trupelor, acestea l-au respins. Spears a afirmat mai târziu că se simțea entuziasmată când l-a ascultat și a știut că va deveni un hit. „Noi, cei de la JIVE, am spus: „Asta e o ... lovitură”, a dezvăluit A&R-ul executiv de la acea vreme al casei de discuri, Steven Lunt; totuși, alți directori au fost îngrijorați că versul „Hit Me” (ro.: „Lovește-mă”) va fi condamnat pentru violență domestică, fiind mai târziu revizuit la „...Baby One More Time”. Spears a înregistrat vocea pentru cântec pe 2 și 3 mai 1998, la Cheiron Studios în Stockholm, Suedia. Cântăreața a dezvăluit că „nu m-am descurcat bine în prima zi în studio [înregistrând piesa], eram foarte emoționată. Așa că, am ieșit în oraș în seara aceea și m-am distrat puțin. Ziua următoare am fost complet relaxată și am cântat. Trebuie să fii relaxată atunci când cânți '... Baby One More Time'”. Piesa a fost produsă de Denniz Pop, Martin și Rami, și, de asemenea, mixată de Martin la Cheiron Studios. Thomas Lindberg a cântat la chitară iar Johan Carlberg la chitara bas. Vocile de fundal au fost Spears, Martin și Nana Hedin. Interpreta a înregistrat și o piesă intitulată „Autumn Goodbye”, compusă și produsă de Eric Foster White, lansată ca fața B a lui „...Baby One More Time”. „Autumn Goodbye” a fost înregistrat în 1998 la 4MW East Studios în New Jersey. „...Baby One More Time” este unul dintre cântecele preferate ale lui Spears din cariera ei, numind „Toxic” și „He About to Lose Me” ca fiind celelalte două.
Precum TLC și Backstreet Boys, trupa britanică Five a fost aproape luată în considerare pentru a înregistra piesa, potrivit fostului manager Simon Cowell, cel care a lucrat cu Spears în cel de-al doilea sezon al emisiunii americane The X Factor în 2012, în autobiografia sa Sweet Revenge.

## Structura muzicală și versurile
„...Baby One More Time” este un cântec teen pop și dance-pop care durează trei minute și 30 de secunde. Piesa este scrisă în tonalitatea Do minor și are un tempo moderat de 93 de bătăi pe minut (Andante moderato). Compoziția și producția se bazează în mare parte pe lucrările anterioare ale lui Cheiron, , cel mai remarcabil fiind piesa lui Robyn Carlsson, „Show Me Love”, care prezintă similar melodia, tobele, chitările wah și pianul. Vocea lui Spears se întinde pe două octave, de la Mi♭3 până la înalta notă Sol5. Cântecul începe cu trei note de pian bas, un început ce a fost comparat cu multe alte cântece, precum „We Will Rock You” (1977), „Start Me Up” (1981), „These Words” (2004) și piesa tematică din filmul Fălci deoarece piesa „își face cunoscută prezența în exact o secundă”.
Claudia Mitchell și Jacqueline Reid-Walsh, autori ai Girl Culture: Studying girl culture : a readers' guide (2008), au considerat că versurile piesei „exprimă prin gesturi dorința [lui Spears] de a reveni la un fost iubit”. Cântăreața a spus că „...Baby One More Time” este un cântec „ce se referă la orice fată. Regretă ceea a făcut. Și-l dorește înapoi”. Versurile, pe de o parte, au cauzat controverse în Statele Unite, deoarece linia „Hit me baby one more time” (ro.: „Lovește-mă dragule încă o dată”) ar avea conotații sadomasochite. Pe de altă parte, ca răspuns, cântăreața a declarat că „versul nu se referă la a mă lovi fizic. [...] Înseamnă să-mi dai un semn, atât. Cred că este destul de amuzant oamenii chiar ar crede că înseamnă să mă lovești cu adevărat”. Autorul contemporan Ben Shapiro a considerat versurile piesei expresive, mai ales „Oh baby, baby / The reason I breathe is you / Boy, you got me blinded / Oh pretty baby / There's nothing that I wouldn't do” (ro.: „Oh dragule, dragule / Motivul pentru care respir ești tu / Băiete, m-ai orbit / Oh, drăguțule / Nu e nimic ce nu aș putea face”) și „When I'm not with you I lose my mind / Give me a sign / Hit me baby one more time” (ro.: „Când nu sunt cu tine îmi pierd mințile / Dă-mi un semn / Lovește-mă dragule încă o dată”).

## Ordinea pieselor pe disc
| - CD single european 1. "...Baby One More Time" (Radio Version) — 3:30 2. "...Baby One More Time" (Instrumental) — 3:30 - CD single francez / casetă single din Regatul Unit și SUA 1. "...Baby One More Time" — 3:30 2. "Autumn Goodbye" — 3:41 - CD maxi single australian 1. "...Baby One More Time" (Radio Version) — 3:30 2. "...Baby One More Time" (Instrumental) — 3:30 3. "Autumn Goodbye" — 3:41 4. "...Baby One More Time" (Davidson Ospina Club Mix) — 5:40 5. "...Baby One More Time" (Video) - CD maxi single european 1. "...Baby One More Time" (Radio Version) — 3:30 2. "...Baby One More Time" (Instrumental) — 3:30 3. "Autumn Goodbye" — 3:41 4. "...Baby One More Time" (Davidson Ospina Club Mix) — 5:40 5. "Britney's Spoken Introduction" (Video) — 0:14 6. "No Doubt (Snippet)" (Video) — 1:15 - CD maxi single brazilian și malaezian 1. "...Baby One More Time" (Radio Version) — 3:30 2. "...Baby One More Time" (Instrumental) — 3:30 3. "Autumn Goodbye" — 3:41 4. "...Baby One More Time" (Davidson Ospina Club Mix) — 5:40 | - CD maxi single din SUA 1. "...Baby One More Time" (Radio Version) — 3:30 2. "Autumn Goodbye" — 3:41 3. "No Doubt (Preview)" 4. "...Baby One More Time (Choreography Rehearsal)" (Video) 5. "No Doubt" (Video) - CD maxi single 1 din Regatul Unit / CD maxi single israelian 1. "...Baby One More Time" (Original Version) — 3:30 2. "...Baby One More Time" (Sharp Platinum Vocal Remix) — 8:11 3. "...Baby One More Time" (Davidson Ospina Club Mix) — 5:40 - CD maxi single 2 din Regatul Unit 1. "...Baby One More Time" (Radio Version) — 3:30 2. "...Baby One More Time" (Instrumental) — 3:30 3. "Autumn Goodbye" — 3:41 - Casetă single australiană 1. "...Baby One More Time" (Original Version) — 3:30 2. "...Baby One More Time" (Davidson Ospina Club Mix) — 5:40 - 12" vinyl 1. "...Baby One More Time" (Davidson Ospina Club Mix) — 5:40 2. "...Baby One More Time" (Davidson Ospina Chronicles Dub) — 6:30 3. "...Baby One More Time" (LP Version) — 3:30 4. "...Baby One More Time" (Sharp Platinum Vocal Remix) — 8:11 5. "...Baby One More Time" (Sharp Trade Dub) — 6:50 - Descărcare digitală - Digital 45 1. "...Baby One More Time" — 3:31 2. "Autumn Goodbye" — 3:41 |

## Acreditări și personal
Acreditările pentru „...Baby One More Time” și „Autumn Goodbye” sunt luate de pe broșura discului single.
| ...Baby One More Time - Britney Spears – voce principală și voce de fundal - Max Martin – textier, producător, înregistrare, mixare audio, voce de fundal - Rami Yacoub – producător, înregistrare, mixare audio - Denniz Pop - produător - Nana Hedin – voce de fundal - Thomas Lindberg – chitară bas - Johan Carlberg – chitară bas - Tom Coyne – masterizare | Autumn Goodbye - Britney Spears – voce principală și voce de fundal - Eric Foster White – textier, producător muzical, mixare audio, muzicant - Nikki Gregoroff – voce de fundal - Tom Coyne – masterizare |

## Prezența în clasamente
| Țară (clasament 1998-1999)                     | Poziția maximă | Referință |
| ---------------------------------------------- | -------------- | --------- |
| Australia (ARIA)                               | 1              | [ 19 ]    |
| Austria (Ö3 Austria Top 40)                    | 1              | [ 20 ]    |
| Belgia (Ultratop 50 Flanders)                  | 1              | [ 21 ]    |
| Belgia (Ultratop 50 Wallonia)                  | 1              | [ 22 ]    |
| Canada (RPM)                                   | 1              | [ 23 ]    |
| Cehia (IFPI)                                   | 1              | [ 24 ]    |
| Danemarca (IFPI)                               | 1              | [ 25 ]    |
| Elveția (Schweizer Hitparade)                  | 1              | [ 26 ]    |
| European Hot 100 Singles                       | 1              | [ 27 ]    |
| Finlanda (Suomen virallinen lista)             | 1              | [ 28 ]    |
| Franța (SNEP)                                  | 1              | [ 29 ]    |
| Germania (Official German Charts)              | 1              | [ 30 ]    |
| Irlanda (IRMA)                                 | 1              | [ 31 ]    |
| Italia (FIMI)                                  | 1              | [ 32 ]    |
| Norvegia (VG-lista)                            | 1              | [ 33 ]    |
| Noua Zeelandă (Recorded Music NZ)              | 1              | [ 34 ]    |
| Țările de Jos (Single Top 100)                 | 1              | [ 35 ]    |
| Regatul Unit (UK Singles Chart)                | 1              | [ 36 ]    |
| Scoția (Official Charts Company)               | 1              | [ 37 ]    |
| Suedia (Sverigetopplistan)                     | 1              | [ 38 ]    |
| Statele Unite ale Americii (Billboard Hot 100) | 1              | [ 39 ]    |
| Statele Unite ale Americii (Mainstream Top 40) | 1              | [ 40 ]    |

| Țară (clasament 1999)                          | Poziția maximă | Referință |
| ---------------------------------------------- | -------------- | --------- |
| Australia (ARIA)                               | 2              | [ 41 ]    |
| Austria (Ö3 Austria Top 40)                    | 3              | [ 42 ]    |
| Belgia (Ultratop Flanders)                     | 1              | [ 43 ]    |
| Belgia (Ultratop Wallonia)                     | 1              | [ 44 ]    |
| Canada (RPM)                                   | 19             | [ 45 ]    |
| Elveția (Schweizer Hitparade)                  | 3              | [ 46 ]    |
| European Hot 100                               | 3              | [ 47 ]    |
| Franța (SNEP)                                  | 5              | [ 48 ]    |
| Germania (Official German Charts)              | 3              | [ 49 ]    |
| Noua Zeelandă (Recorded Music NZ)              | 12             | [ 50 ]    |
| Țările de Jos (Dutch Top 40)                   | 3              | [ 51 ]    |
| Regatul Unit (UK Singles Chart)                | 1              | [ 52 ]    |
| România (Romanian Top 100)                     | 2              | [ 53 ]    |
| Suedia (Sverigetopplistan)                     | 8              | [ 54 ]    |
| Statele Unite ale Americii (Billboard Hot 100) | 5              | [ 55 ]    |

De final de deceniu
| Țară (clasament)                               | Poziția maximă | Referință |
| ---------------------------------------------- | -------------- | --------- |
| Australia (ARIA)                               | 132            | [ 56 ]    |
| Țările de Jos (Dutch Top 40)                   | 13             | [ 57 ]    |
| Regatul Unit (UK Singles Chart)                | 8              | [ 58 ]    |
| Statele Unite ale Americii (Billboard Hot 100) | 78             | [ 59 ]    |

## Certificări
| \| Țara \| Vânzări/ puncte \| Certificare \| Referințe \| \| --------------------------------- \| --------------- \| ----------- \| --------- \| \| Australia (ARIA) \| +210,000 \| \| [60] \| \| Austria (IFPI Austria) \| +50,000 \| \| [61] \| \| Franța (SNEP) \| +878,000 \| \| [62][63] \| \| Germania (BVMI) \| +750,000 \| \| [64] \| \| Țările de Jos (NVPI) \| +75,000 \| \| [65] \| \| Norvegia (IFPI Norvegia) \| +75,000 \| \| [66] \| \| Regatul Unit (BPI) \| +1,560,000 \| \| [67][68] \| \| Statele Unite ale Americii (RIAA) \| +5,412,000 \| \| [69][70] \| | Note - reprezintă „disc de platină”; - reprezintă „dublu disc de platină”; - reprezintă „triplu disc de platină”; - reprezintă „triplu disc de aur”. |             |               |
| Țara | Vânzări/ puncte | Certificare | Referințe     |
| Australia (ARIA) | +210,000 |             | [ 60 ]        |
| Austria (IFPI Austria) | +50,000 |             | [ 61 ]        |
| Franța (SNEP) | +878,000 |             | [ 62 ] [ 63 ] |
| Germania (BVMI) | +750,000 |             | [ 64 ]        |
| Țările de Jos (NVPI) | +75,000 |             | [ 65 ]        |
| Norvegia (IFPI Norvegia) | +75,000 |             | [ 66 ]        |
| Regatul Unit (BPI) | +1,560,000 |             | [ 67 ] [ 68 ] |
| Statele Unite ale Americii (RIAA) | +5,412,000 |             | [ 69 ] [ 70 ] |

## Datele lansărilor
| Țară              | Dată               | Format    | Casă de discuri | Ref.   |
| ----------------- | ------------------ | --------- | --------------- | ------ |
| Austria           | 8 februarie 1999   | CD single | JIVE            | [ 71 ] |
| Germania          | 8 februarie 1999   | CD single | JIVE            | [ 71 ] |
| Elveția           | 8 februarie 1999   | CD single | JIVE            | [ 71 ] |
| Uniunea Europeană | 10 septembrie 1998 | CD single | JIVE            |        |